# Побегайло, Константин Михайлович
Константин Михайлович Побегайло (3 января 1907, Волчанск, Харьковская губерния — 31 августа 1971, Киев) — украинский советский деятель, министр энергетики и электрификации Украинской ССР. Депутат Верховного Совета УССР 6—8 созывов. Кандидат в члены ЦК КПУ в 1966 — августе 1971 года.

## Биография
Родился 3 января 1907 года в городе Волчанск Харьковской губернии (ныне Харьковской области) в семье служащего.
В 1924 году окончил профессионально-техническую школу в городе Славянске. Трудовую деятельность начал в 1924 году слесарем и машинистом двигателя механических мастерских города Славянска.
В 1925—1930 годах — студент Киевского политехнического института.
В 1930—1938 годах — на инженерных должностях в энергосистемах Краматорска: инженер, заместитель начальника Краматорской электростанции (теплоэлектроцентрали) Донецкой области. В то же время работал преподавателем Краматорского вечернего машиностроительного института.
В 1939—1941 годах — диспетчер районного управления «Донбассэнерго» в городе Горловке, заместитель главного инженера Зуевской ГРЭС Сталинской области.
В декабре 1941 — 1949 году — главный инженер Орской теплоэлектроцентрали (ТЭЦ) Чкаловской области РСФСР.
Член ВКП(б) с 1943 года.
С 1949 года — главный инженер, управляющий районного энергетического управления «Донбассэнерго» в городе Горловке Сталинской области.
13 ноября 1962 — 31 августа 1971 года — первый министр энергетики и электрификации Украинской ССР.
Делегат XXIII съезда КПСС.
Умер 31 августа 1971 года в Киеве, похоронен на Байковом кладбище.

## Память
В 2006 году в Киеве на фасаде дома, где он работал, установлена памятная доска. Установлена памятная доска в городе Горловке на здании Донбасской электрической системы. В Волчанске ему установлен бюст.

## Награды
- Дважды орден Ленина;
- Орден Октябрьской Революции;
- Орден Трудового Красного Знамени;
- Медали;
- Заслуженный энергетик УССР (1962).